# Bīālvā'
Bīālvā' (persiska: بیالواء, Bīālvā, Bīālvā’) är en ort i Iran.   Den ligger i provinsen Gilan, i den nordvästra delen av landet, 240 km nordväst om huvudstaden Teheran. Bīālvā' ligger 28 meter över havet och antalet invånare är 393.
Terrängen runt Bīālvā' är platt åt nordväst, men åt sydost är den kuperad. Runt Bīālvā' är det tätbefolkat, med 659 invånare per kvadratkilometer. Närmaste större samhälle är Rasht, 15,0 km nordost om Bīālvā'. Trakten runt Bīālvā' består till största delen av jordbruksmark.